# Сукамулья (район)
Сукаму́лья (індонез. Sukamulia) — один з 20 районів округу Східний Ломбок провінції Західна Південно-Східна Нуса у складі Індонезії. Розташований у центральній частині. Адміністративний центр — селище Сукамулья.
Населення — 30735 осіб (2012; 30660 в 2011, 30373 в 2010, 29898 в 2009, 29501 в 2008).

## Адміністративний поділ
До складу району входять 4 селища та 2 села:
| Населений пунт          | Населення, осіб (2010) |
| ----------------------- | ---------------------- |
| Дасан-Леконг, селище    | 11431                  |
| Джантук, село           | 1913                   |
| Падамара, село          | 3753                   |
| Сетанггор, селище       | 4171                   |
| Сукамулья, селище       | 2983                   |
| Сукамулья-Тімур, селище | 6122                   |